# 진물
진물(眞勿, ?~?)은 백제 고이왕 때의 대신으로 대성팔족 중의 하나인 진(眞)씨 출신 귀족이다.

## 생애
247년(고이왕 14) 2월, 좌장(左將)이었던 진충(眞忠)이 우보(右輔)에 임명되자, 그의 뒤를 이어 좌장에 임명되었다.